# Suiza en los Juegos Olímpicos de Roma 1960
Suiza estuvo representada en los Juegos Olímpicos de Roma 1960 por un total de 149 deportistas que compitieron en 16 deportes.  
El portador de la bandera en la ceremonia de apertura fue el tirador August Hollenstein.

## Medallistas
El equipo olímpico suizo obtuvo las siguientes medallas:
| Nombre | Deporte | Competición                      |
| --- | ------- | -------------------------------- |
| Oro |         |                                  |
| — |         |                                  |
| Plata |         |                                  |
| Gustav Fischer (Wald)                                                                                       | Hípica  | Doma ind.                        |
| Anton Bühler (Gay Spark) Rudolf Günthardt (Atbara) Hans Schwarzenbach (Burn Trout) Rolf Ruff (Gentleman II) | Hípica  | Concurso completo por eqs.       |
| Hans-Rudolf Spillmann                                                                                       | Tiro    | Rifle en tres posiciones 300 m M |
| Bronce |         |                                  |
| Anton Bühler (Gay Spark)                                                                                    | Hípica  | Concurso ind.                    |
| Ernst Hürlimann Rolf Larcher                                                                                | Remo    | Doble scull (M2x) M              |
| Henri Copponex Pierre Girard Manfred Metzger                                                                | Vela    | 5.5 Metre M                      |